# Franziskanerkloster Oberglogau

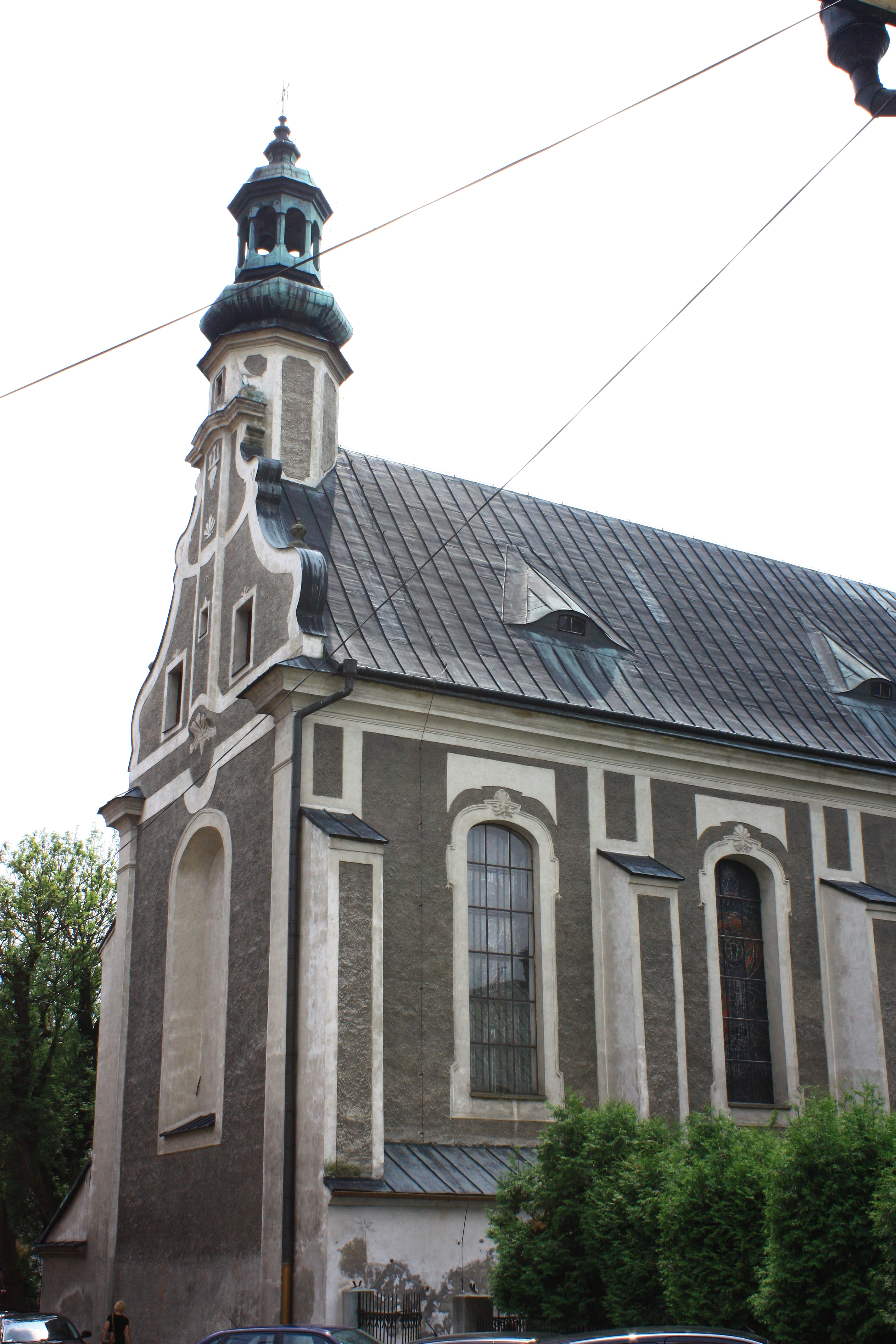
Klosterkirche

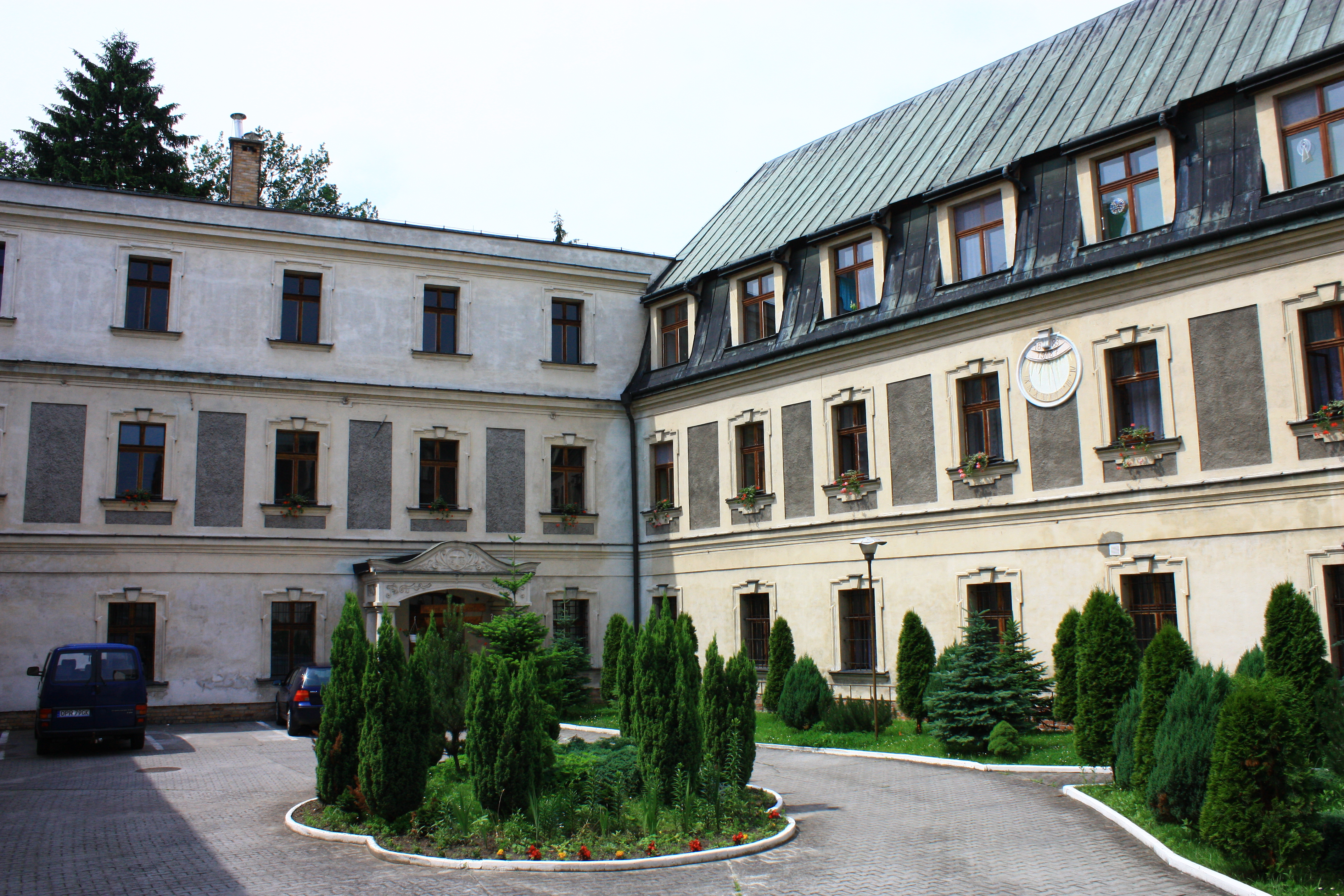
Innenhof des Klosters

Das Franziskanerkloster Oberglogau ist (bzw. war) eine Niederlassung der Ordensgemeinschaft der Franziskaner, zeitweise der Minoriten, in der Stadt Oberglogau im Herzogtum Oppeln (seit 1945 Głogówek in der Woiwodschaft Oppeln in Polen). Das Kloster wurde 1264 von Herzog Wladislaus I. von Oppeln-Ratibor gegründet. 1428 wurde es von den Hussiten zerstört. Die Ordensbrüder waren entweder schon vorher nach Beuthen geflohen, oder sie wurden vertrieben. Erst 1478 kehrten einige Ordensbrüder wieder zurück und bauten das Kloster wieder auf. Zwischen 1520 und 1530 wurde das Kloster infolge der Reformation aufgegeben. 1629 wurde es von österreichischen Minoriten wieder begründet. 1810 wurde das Kloster im Zuge der Säkularisation aufgehoben. Seit 1945 ist das Kloster wieder von polnischen Franziskanern besiedelt.

## Lage
Die Lage des ursprünglichen Klosters ist nicht bekannt. Der heutige Platz zwischen der Burg und dem Marktplatz in der nördlichen Hälfte der Altstadt von Oberglogau wurde erst 1651 gekauft. Die Klostergebäude und die Klosterkirche sind erhalten. Die Klosterkirche ist dem hl. Franziskus gewidmet.

## Geschichte

### Entstehung, Zeit bis zur Reformation
1264 soll Herzog Wladislaus I. von Oppeln-Ratibor den Franziskanern, die seit 1221 in Deutschland tätig waren, einen Platz zum Klosterbau in Oberglogau geschenkt haben. Nach Schnurpfeil ließ er Kloster und Klosterkirche erbauen und „fundierte“ (finanzierte) drei Ordensbrüder. Nach der Chronik von Christ wurde der „locus“ Oberglogau 1264 unter die Konvente aufgenommen, sodass die erste Gründung noch einige Zeit früher anzusetzen wäre. 1287 berichtete der Breslauer Bischof Thomas II. der Römischen Kurie, dass in seinem Streit mit Herzog Heinrich IV., den er gebannt hatte, die Franziskaner in „Nieder-Glogau“ (= Glogau), Ober-Glogau und Oppeln fest an seiner Seite stünden.
1428 zerstörten die Hussiten das Kloster und brannten wohl auch die Stadt nieder. Ein Ordensmann soll erschlagen worden sein. Die restlichen Brüder wurden von dem nun hussitenfreundlichen Herzog Bolko V. aus Oberglogau vertrieben. Sie fanden zunächst Aufnahme in Beuthen. Sie gründeten 1431 in Cosel ein neues Kloster, das sich früh der Observanzbewegung innerhalb des Franziskanerordens anschloss.
1478 zogen Brüder aus Beuthen und Cosel in ihr 1428 von den Hussiten niedergebranntes Kloster zurück und räumten die Ruinen ab. Noch im selben Jahr zerstörte ein Stadtbrand die ersten provisorischen Gebäude. Nach Lucius Teichmann entstand bis 1480 nur ein Kloster-Notbau. Teichmann äußert sich nicht dazu, ob das Kloster nun zur Observanzbewegung gehörte oder zur Konventualen-Richtung im Orden.
Um nationale Spannungen zwischen tschechischen und mährischen Brüdern zu umgehen, wurden 1515 die drei im mährischen Sprachraum gelegenen Franziskanerklöster Cosel, Loslau und Oberglogau von der böhmischen Franziskanerprovinz abgetrennt und an die österreichische Ordensprovinz als Kustodie Mähren angeschlossen.

### Vorläufiges Ende
Die Reformation setzte sich auch in Oberglogau durch. Die Spendenbereitschaft der Bürgerschaft nahm parallel dazu ab, und das Kloster kam dadurch in existenzielle Not. Einige der Brüder verließen das Kloster, während einige wenige ausharrten. Die Bürgerschaft wollte das Kloster loswerden und verkaufte des 1565 mit Genehmigung des böhmischen Landesherrn, Kaiser Maximilian II., für 50 Taler an die Familie von Schweinichen. Diese richtete in den Klostergebäuden eine Bierbrauerei. Das erlöste Kaufgeld wurde in das Hospital St. Nikolaus investiert. Die Brüder mussten das Kloster verlassen. Der letzte, bereits 70-jährige Ordensbruder setzte sich an das Portal, da er lieber sterben wollte, als das Kloster zu verlassen. Er starb dort am 29. Juni 1570.

### Wiederbesiedlung
1630 kaufte der Landeshauptmann und Besitzer der Herrschaft Oberglogau, Reichsgraf Georg von Oppersdorf, das Kloster mit Klosterkirche von der Familie Schweinichen zurück. Der Ordensgeneral des Minoritenordens (Konventualen), der 1517 durch Teilung des Franziskanerordens als eigenständiger Orden entstanden waren, schickte zwei Brüder, die zunächst im Oppersdorfer Schloss unterkamen und in der dortigen Johanniskapelle den Gottesdienst besorgten. Gleichzeitig begannen sie mit der Wiederherstellung der Klostergebäude und der -kirche. Noch 1630 wurde der Bau des Chores vollendet. Bis 1633 waren Klostergebäude und Kirche fertig. Reichsgraf Georg von Oppersdorf fundierte zunächst sechs Ordensbrüder.
1633 wütete die Pest in Oberglogau. Viele Weltgeistliche starben oder flüchteten. Die Minoriten übernahmen die Seelsorge in der Stadt bis 1636. Sie erhielten dafür die Erlaubnis für einen sogenannten Neujahrsumgang. Dabei segneten die Ordensbrüder die Häuser ein und erhielten reiche Gaben. Graf von Opperdorf ließ 1634 auf dem Klostergelände ein Heiliges Grab errichten. Dieses wurde dreimal durch Brände beschädigt. Es wurde jeweils wieder restauriert, dabei auch jeweils etwas verändert.
1639 erhielten die Brüder vom Grafen von Oppersdorf einen Garten in Dirschelwitz (seit 1945: Dzierżysławice), der angesät werden konnte. Ab 1644 fundierte der Graf dann insgesamt 12 Brüder. Die Minoriten konnten nun für 950 Taler den sogenannten Minoritenhof vor dem Schlosstor kaufen.
1665 brannten Kloster und Kirche ab und wurden an der heutigen Stelle wieder aufgebaut. Ab 1666 besorgten die Minoriten die Seelsorge in der Pfarrei Kerpen (Kierpień). Von einer Frau Schmeszter erhielten sie 1666 deren Anteile an den Dörfern Groß Nimsdorf (Naczęsławice) und Koske (Kózki). Später kauften sie die noch fehlenden Anteile an den Dörfern dazu, so dass sie nun im Vollbesitz der beiden Dörfer waren.

### Unter preußischer Herrschaft
1742 marschierte Friedrich II. in Schlesien ein, und mit dem Frieden von Berlin kam Schlesien 1742 an Preußen. Friedrich II. verlangte daraufhin die Loslösung der schlesischen Klöster sämtlicher Orden von den jeweiligen Mutterprovinzen in Österreich, Böhmen und Mähren. 1754 bildete der Ordensgeneral der Minoriten Giovanni Battista Costanzo aus den sieben Klöstern der böhmischen Ordensprovinz (Breslau, Glatz, Oppeln, Schweidnitz, Neumarkt, Löwenberg und Beuthen) und den drei Klöstern der mährischen Provinz (Cosel, Loslau und Oberglogau), die nun im preußischen Schlesien lagen, eine neue schlesische Minoritenprovinz „vom hl. Johannes von Nepomuk und der hl. Hedwig“. Die drei Klöster der mährischen Provinz opponierten zwar zunächst gegen diesen Beschluss, mussten ihn aber schließlich akzeptieren.
1751 zählte der Konvent 19 Mitglieder. Das Kloster Oberglogau war zeitweise Sitz des Kommissars der schlesischen Minoritenprovinz. Um 1800 hatte der Konvent noch 14 Mitglieder.

### Aufhebung
Mit dem Säkularisationsedikt König Friedrich Wilhelms III. vom 30. Oktober 1810 wurde auch das Kloster Oberglogau vom preußischen Staat eingezogen. Bei der Aufhebung des Klosters 1810 zählte der Konvent noch acht Mitglieder: den Guardian, den Provinzial, neun Patres, einen Subdiakon und drei Laienbrüder. Insgesamt hatte das Kloster Fundationen von 24.300 Talern. In den Klostergebäuden wurde danach ein Lehrerseminar untergebracht.

### Erneute Wiederbesiedlung
Nach dem Zweiten Weltkrieg zogen polnische Franziskaner (OFM) in die Gebäude ein. Sie erhielten zunächst nur einen Teil des Gebäudes, der andere Teil war städtisch. Von 1948 bis 1952 unterhielten die Ordensbrüder ein Knabenseminar, das aber von den kommunistischen Behörden aufgelöst wurde. Im Dezember 1983 erhielten sie das gesamte Kloster zurück. Der Gebäudekomplex wurde tiefgreifend saniert. 1989 fand im Kloster Glogówek das Provinzkapitel der Krakauer Franziskanerprovinz statt. Seit 1996 gibt es im Kloster ein Vornoviziat für Personen, die in den Orden eintreten wollen.

### Guardiane und andere Klosterämter
| Amtszeit | Guardian             | Sonstige Ämter und Anmerkungen |
| -------- | -------------------- | --- |
| 1428     | Peter                | |
| (1746)   | Thadaeus Nartzt      | Celsus Seypel, Konventssenior, Chysostomus Volckmann, Kustos & Praesidens des Konvents, Fulgentius Mitzke, Schlosskaplan, Rudolphus Forster, Prokurator, Secundianus Fünck, Novizenmeister, Agricola Marx, Administrator zu Nimmsdorff, Ivo Schmidt, Kaplan in Kreppen, Angelicus Lamel, Sonntagsprediger, Prothasius Strzibeni, Beichtvater, Severinus Schildner, Sakristan, Emanuel Gaschitz, Chrysantus Letzel, Feiertagsprediger              |
| (1747)   | Aquilinus Abisch     | Celsus Seypel, Konventssenior, Fulgentius Mitzke, Schlosskaplan, Rudolphus Forster, Prokurator, Thadaeus Nartzt, Kustos, Agricola Marx, Administrator zu Nimmsdorff, Ivo Schmidt, Kaplan in Kerppen, Methudius Bozeck, Administrator in Kerpen, Moricus Pribus, Sakristan, Hieronymus Kluger, Lektor der Philosophie, Angelicus Lamel, Sonntagsprediger, Lucas Heickenwelder, Prediger für die Bruderschaft, Chrysantus Letzel, Feiertagsprediger |
| (1751)   | Quirinus Littschauer | Rudolphus Förster, Praesidens & Prokurator des Konvents |
| (1752)   | Macarius Cron        | Rudolphus Förster, Praesidens & Prokurator des Konvents |
| (1754)   | Coelestinus Semler   | Rudolphus Förster, Praesidens & Prokurator des Konvents |
| (1758)   | Cassianus Irmler     | |
| (1764)   | Ambrosius Wirth      | Arnoldus Rost, Praesidens |
| (1769)   | Augustus Krasel      | Ambrosius Rong, Praesidens |
| (1778)   | Paulinus Walter      | Ceslaus Paul, Praesidens |
| (1779)   | Paulinus Walter      | Mennas Reich, Praesidens |
| (1780)   | Apollonius Lorenz    | Paulinus Walter, Praesidens |
| (1782)   | Paulinus Walter      | Placidus Lege, Praesidens |
| (1789)   | Matthias Kempe       | Mauritius Hoke, Preasidens |
| 2024     | Paweł Gogola         | |

## Anmerkung
1. ↑  Bei Biernacky lautet die entsprechende Passage: receptus fuit locus Glogouiae majoris, also Groß-Glogau.
2. ↑  Nach Petr Hlaváček soll 1453 ein Kloster der Observanzbewegung in Oberglogau gegründet worden sein. Dieses Kloster erscheint aber nicht in seiner zusammenfassenden Tabelle 3 (S. 174) der Observantenklöster in Schlesien, Glatz und in der Oberlausitz. Stattdessen sind hier die Observantenklöster Breslau (St. Bernhardin) und Troppau (St. Barbara) aufgeführt, die beide 1453 in das österreichisch-böhmische Observantenvikariat aufgenommen wurden. Nach Lucius Teichmann wurde das Kloster in Oberglogau erst 1478 wieder besiedelt. Es kann daher nur vermutet werden, dass die Nennung des Klosters Oberglogau durch Petr Hlaváček in diesem Zusammenhang ein Irrtum ist und eigentlich Troppau gemeint ist.

Koordinaten: 50° 21′ 17,3″ N, 17° 51′ 38,8″ O